# Reginald Gardiner
William Reginald Gardiner (Londra, 27 febbraio 1903 – Los Angeles, 7 luglio 1980) è stato un attore inglese.

## Biografia
Reginald Gardiner studiò alla Royal Academy of Dramatic Art, prestigiosa scuola di recitazione londinese, e lavorò per un certo periodo sulle scene del West End. Iniziò la carriera cinematografica recitando in piccoli ruoli e acquistò una certa notorietà per la prima volta nel 1927 grazie al film Il pensionante, diretto da Alfred Hitchcock. 
Trasferitosi negli Stati Uniti alla metà degli anni trenta, l'attore si specializzò in personaggi di gentlemen dai modi raffinati e soavi, debuttando sugli schermi americani nel musical Nata per danzare (1936), al fianco di Eleanor Powell, in cui interpretò un poliziotto che sogna di dirigere un'immaginaria orchestra in Central Park. Dopo una lunga serie di ruoli da caratterista nella seconda metà del decennio, tra i quali quello del conte di Artois in Maria Antonietta (1938), Gardiner recitò nei panni di "Francesco", il geloso marito di "Giorgetta" (Jean Parker), nel film comico I diavoli volanti (1939) con Stanlio & Ollio, e nel 1940 apparve nel film Il grande dittatore di Charlie Chaplin, impersonando l'ufficiale Schultz, compagno d'avventure del barbiere ebreo interpretato da Chaplin.
Gardiner rimase nel mondo del cinema fino agli anni cinquanta, quando cominciò ad apparire in piccole serie TV e pellicole per il piccolo schermo, e terminò la carriera nella seconda metà degli anni sessanta per ritirarsi a vita privata. Morì all'età di 77 anni nel 1980.

## Filmografia parziale

### Cinema
- Il pensionante (The Lodger), regia di Alfred Hitchcock (1927) (non accreditato)
- Nata per danzare (Born to Dance), regia di Roy Del Ruth (1936)
- Una magnifica avventura (A Damsel in Distress), regia di George Stevens (1937)
- Viva l'allegria (Everybody Sing), regia di Edwin L. Marin (1938)
- Maria Antonietta (Marie Antoinette), regia di W. S. Van Dyke (1938)
- Bisticci d'amore (Sweethearts), regia di W.S. Van Dyke (1938)
- I diavoli volanti (The Flying Deuces), regia di A. Edward Sutherland (1939)
- Notte bianca (The Doctor Takes a Wife), regia di Alexander Hall (1940)
- Dulcy, regia di S. Sylvan Simon (1940)
- Il grande dittatore (The Great Dictator), regia di Charlie Chaplin (1940)
- Il mio avventuriero (A Yank in the R.A.F.), regia di Henry King (1941)
- Inferno nel deserto (Sundown), regia di Henry Hathaway (1941)
- Il signore resta a pranzo (The Man Who Came to Dinner), regia di William Keighley (1942)
- Il sergente immortale (Immortal Sergeant), regia di John M. Stahl (1943)
- Per sempre e un giorno ancora (Forever and a Day), regia di Edmund Goulding e Cedric Hardwicke (1943)
- Claudia, regia di Edmund Goulding (1943)
- Sweet Rosie O'Grady, regia di Irving Cummings (1943)
- La tromba squilla a mezzanotte (The Horn Blows at Midnight), regia di Raoul Walsh (1945)
- Il sergente e la signora (Christmas in Connecticut), regia di Peter Godfrey (1945)
- Donne e diamanti (The Dolly Sisters), regia di Irving Cummings (1945)
- Fra le tue braccia (Cluny Brown), regia di Ernst Lubitsch (1946)
- Ogni donna ha il suo fascino (Do You Love Me), regia di Gregory Ratoff (1946)
- ...e un'altra notte ancora (One More Tomorrow), regia di Peter Godfrey (1946)
- E ora chi bacerà (I Wonder Who's Kissing Her Now), regia di Lloyd Bacon (1947)
- L'assalto (Fury at Furnace Creek), regia di H. Bruce Humberstone (1948)
- La signora in ermellino (That Lady in Ermine), regia di Ernst Lubitsch e (non accreditato) Otto Preminger (1948)
- Quel meraviglioso desiderio (That Wonderful Urge), regia di Robert B. Sinclair (1948)
- La venere di Chicago (Wabash Avenue), regia di Henry Koster (1950)
- Okinawa (Halls of Montezuma), regia di Lewis Milestone (1950)
- Fuga d'amore (Elopement), regia di Henry Koster (1951)
- Androclo e il leone (Androcles and the Lion), regia di Chester Erskine (1952)
- L'amante sconosciuta (Black Widow), regia di Nunnally Johnson (1954)
- Non è peccato (Ain't Misbehavin), regia di Edward Buzzell (1955)
- Le tre notti di Eva (The Birds and the Bees), regia di Norman Taurog (1956)
- L'inferno ci accusa (The Story of Mankind), regia di Irwin Allen (1957)
- Il balio asciutto (Rock-A-Bye Baby), regia di Frank Tashlin (1958)
- Il sentiero degli amanti (Back Street), regia di David Miller (1961)
- Mister Hobbs va in vacanza (Mr. Hobbs Takes a Vacation), regia di Henry Koster (1962)
- La signora e i suoi mariti (What a Way to Go!), regia di J. Lee Thompson (1964)
- Non disturbate (Do Not Disturb), regia di Ralph Levy (1965)

### Televisione
- The Best of Broadway – serie TV, episodi 1x2-1x7 (1954-1955)
- Alice in Wonderland, regia di George Schaefer – film TV (1955)
- The 20th Century-Fox Hour – serie TV, episodio 1x14 (1956)
- The Millionaire – serie TV, episodio 3x10 (1956)
- Suspicion – serie TV, episodio 1x02 (1957)
- Playhouse 90 – serie TV, episodio 2x23 (1958)
- Behind Closed Doors – serie TV, episodio 1x03 (1958)
- Border Patrol – serie TV, episodio 1x10 (1959)
- Alfred Hitchcock presenta (Alfred Hitchcock presents) – serie TV, episodio 4x29 (1959)
- Avventure in paradiso (Adventures in Paradise) – serie TV, episodio 2x15 (1961)
- Mr. Smith Goes to Washington – serie TV, episodio 1x21 (1963)
- Laramie – serie TV, episodio 4x29 (1963)
- Our Man Higgins – serie TV, episodio 1x29-1x33 (1963)
- Indirizzo permanente (77 Sunset Strip) – serie TV, episodio 6x19 (1964)
- Perry Mason – serie TV, episodio 7x30 (1964)
- Summer Playhouse – serie TV (1964)
- Many Happy Returns – serie TV, episodio 1x11 (1964)
- La legge di Burke (Burke's Law) – serie TV, episodi 1x17-1x27-2x15 (1964)
- Hazel – serie TV, episodi 3x20-4x21 (1964-1965)
- Organizzazione U.N.C.L.E. (The Man from U.N.C.L.E.) – serie TV, episodio 2x27 (1966)
- La fattoria dei giorni felici (Green Acres) – serie TV, episodio 1x31 (1966)
- I Pruitts (The Pruitts of Southampton) – serie TV, 17 episodi (1966-1967)
- Batman – serie TV, episodio 2x57-2x59 (1967)
- ABC Stage 67 – serie TV, episodio 1x25 (1967)
- Vita da strega (Bewitched) – serie TV, episodio 4x15 (1967)
- Petticoat Junction – serie TV, episodi 2x07-5x15 (1964-1967)
- I Monkees (The Monkees) – serie TV, episodio 2x23 (1968)

## Doppiatori italiani
- Augusto Marcacci in Fra le tue braccia, Il balio asciutto, Non è peccato, La venere di Chiacago
- Giorgio Capecchi in Maria Antonietta, Mister Hobbs va in vacanza, Il sentiero degli amanti
- Sandro Ruffini in E un'altra notte ancora, Quel meraviglioso desiderio
- Emilio Cigoli in I diavoli volanti, Il sergente e la signora
- Gualtiero De Angelis in Il grande dittatore
- Manlio Busoni in Donne e diamanti
- Carlo Romano in Fuga d'amore
- Mario Besesti in Okinawa
- Stefano Sibaldi in L'amante sconosciuto
- Dario Penne in Il signore resta a pranzo (ridoppiaggio)